# Za Działem (Cichawka)
Za Działem – część wsi Cichawka w Polsce położona w województwie małopolskim, w powiecie bocheńskim, w gminie Łapanów.
W latach 1975–1998 Za Działem należało administracyjnie do województwa tarnowskiego.